# Lohsa
Lohsa, in alto sorabo Łaz, è un comune di 5 145 abitanti della Sassonia, in Germania.
Appartiene al circondario di Bautzen.